# Viksjö distrikt, Uppland
Viksjö distrikt är ett distrikt i Järfälla kommun och Stockholms län. 
Distriktet ligger omkring Viksjö. 

## Tidigare administrativ tillhörighet
Distriktet inrättades 2016 och utgörs av en del av Järfälla socken i Järfälla kommun.
Området motsvarar den omfattning Viksjö församling hade 1999/2000 och fick 1992 vid uppdelningen av Järfälla församling.